# Abagrotis totonaca
Abagrotis totonaca là một loài bướm đêm trong họ Noctuidae.